# 다쓰타촌 (아이치현)
다쓰타촌(立田村)은 아이치현 아마군에 있던 촌으로 촌의 서쪽은 기소 삼강과 기소강 나가라강이 합류한다. 미에현 기후현과 접한다. 

## 역사
1906년 , 가사이군 구사오촌, 이쓰에촌, 다쓰와촌, 가와지촌, 무쓰와촌의 일부가 합병해 가사이군 다쓰다촌이 되었다. 1913년에 가사이군과 가이토군이 합병해 아마군 다쓰다촌이 되었다.
2005년 4월 1일, 아마군 사오리정, 사야정, 하치카이촌과 합병해 아이사이시가 되었다. 합병후 인구는 65000명이 되었다.  새로운 시청은 사야정 사무소에 설치되었다.

## 촌장
- 촌장 : 이자리 사토시 (井桁諭) (1996년 2월 6일 - 2005년 3월 31일)